# Емануил Карасо
Емануил Карасо (на ладино: Emmanuel Carasso) е еврейски юрист и политик от Османската империя, виден член на Младотурския комитет.

## Биография
Емануил Карасо е роден в 1862 година в Солун, тогава в Османската империя, днес Гърция, в известната сефарадска фамилия Карасо (срещано и като Карасу). Негов племенник е основателят на международния производител на хранителни стоки „Данон“ Исак Карасо. Емануил е член, а след това председател на масонската ложа „Мачедония Ризорта“ в Солун (основана в 1895 г.), както и пионер в масонството в Османската империя. Карасо преподава криминално право в Солунския университет.
Емануил Карасо е сред първите немюсюлмански членове на Комитета за единство и прогрес и става депутат за Солун в османския парламент, след Хуриета. Предлагани са му постове в правителството, които отказва. В 1910 година му е предложено министерството на търговията и обществените дейности, но той отново отказва. Емануил Карасо работи за сътрудничеството на много еврейски организации в Османската империя, твърдейки, че османските евреи са първо османци, а след това евреи. Карасо е член на комисията по преговорите за мирния договор, прекратяващ Итало-турската война в 1912 година. На изборите през април 1912 година отново става представител на Солун от Комитета за единство и прогрес в Османския парламент, чийто мандат продължава до август. Част е от комисията, планираща интернационализацията на Солун. Младотурското правителство му позволява да извършва износ за Германия, от което той прави големи печалби.
Губи влиянието си по времето на Ататюрк в 1923 година и заминава в изгнание в Италия. Умира в 1934 година в Триест. Погребан е в еврейските гробища в Арнавуткьой, Истанбул.